# Lynda Lee Mead
Lynda Lee Mead (Natchez, 17 aprile 1939) è un'ex modella statunitense, eletta Miss Mississippi 1959 e Miss America 1960. All'epoca dell'incoronazione, Lynda Lee Mead frequentava l'università del Mississippi e faceva parte della sorority Chi Omega, di cui faceva parte anche Mary Ann Mobley, la Miss America che l'aveva preceduta.
In seguito, Lynda Lee Mead ha sposato il Dr. John J. Shea, Jr., con il quale ha avuto tre figli. Attualmente la Mead è presidentessa del Shea Design & French Country Imports  di Memphis.